# 16022 Wissnergross
16022 Wissnergross è un asteroide della fascia principale. Scoperto nel 1999, presenta un'orbita caratterizzata da un semiasse maggiore pari a 2,3625189 UA e da un'eccentricità di 0,1751031, inclinata di 2,08598° rispetto all'eclittica.